# Tylophoron
Tylophoron is een geslacht van schimmels behorend tot de familie Arthoniaceae.

## Soorten
Volgens Index Fungorum bevat het geslacht zes soorten (peildatum december 2023):
| Soortnaam                | Auteur(s)                                                           | Publicatiejaar |
| ------------------------ | ------------------------------------------------------------------- | -------------- |
| Tylophoron galapagoense  | Bungartz, Ertz, Diederich & Tibell                                  | 2011           |
| Tylophoron gibsonii      | Tibell                                                              | 1987           |
| Tylophoron hibernicum    | (D. Hawksw., Coppins & P. James) Ertz, Diederich, Bungartz & Tibell | 2011           |
| Tylophoron moderatum     | Nyl.                                                                | 1862           |
| Tylophoron protrudens    | Nyl.                                                                | 1862           |
| Tylophoron stalactiticum | Ertz & Diederich                                                    | 2011           |